# Sentolo
Sentolo ist ein Distrikt (Kecamatan) im Regierungsbezirks (Kabupaten) Kulon Progo der Sonderregion Yogyakarta im Süden der Insel Java. Der Kecamatan liegt im Osten des Kabupaten und grenzt im Norden an den Kecamatan Nanggulan, im Osten an die Kecamatan Sedayu sowie Pajangan (beide vom Kab. Bantul), im Süden an Lendah, im Südwesten an Panjatan und im (Nord-)Westen an Pengasih. Ende 2021 zählte der Distrikt 50.042 Einwohner auf 55,95 km² Fläche.

## Verwaltungsgliederung
Der Kecamatan (auch Kapanewon genannt) gliedert sich in acht ländliche Dörfer (Desa):
| PUM-Code 1    | Desa         | Fläche (km²) | Bevölkerung zur Volkszählung 2 | Bevölkerung zur Volkszählung 2 | Bevölkerung zur Volkszählung 2 | Bevölkerung zur Volkszählung 2 | Bevölkerung zur Volkszählung 2 | Bevölkerung zur Volkszählung 2 | Pend./ Dusun 4 | RW/ RT 5 |
| PUM-Code 1    | Desa         | Fläche (km²) | 002000                         | 002010                         | Männer                         | Frauen                         | 2020                           | Dichte 3                       | Pend./ Dusun 4 | RW/ RT 5 |
| ------------- | ------------ | ------------ | ------------------------------ | ------------------------------ | ------------------------------ | ------------------------------ | ------------------------------ | ------------------------------ | -------------- | -------- |
| 34.01.06.2001 | Demangrejo   | 3,36         | 2.853                          | 3.017                          | 1.644                          | 1.684                          | 3.328                          | 990,7                          | 6              | 11/23    |
| 34.01.06.2002 | Srikayangan  | 7,20         | 4.456                          | 4.719                          | 2.572                          | 2.623                          | 5.195                          | 721,7                          | 15             | 30/60    |
| 34.01.06.2003 | Tuksono      | 10,31        | 7.087                          | 7.788                          | 4.286                          | 4.211                          | 8.497                          | 824,3                          | 12             | 24/48    |
| 34.01.06.2004 | Salamrejo    | 4,20         | 4.720                          | 5.002                          | 2.807                          | 2.980                          | 5.787                          | 1.377,7                        | 8              | 18/36    |
| 34.01.06.2005 | Sukoreno     | 10,01        | 6.804                          | 7.321                          | 4.172                          | 4.155                          | 8.327                          | 831,9                          | 13             | 26/52    |
| 34.01.06.2006 | Kaliagung    | 7,17         | 5.094                          | 5.596                          | 3.117                          | 3.151                          | 6.268                          | 874,1                          | 12             | 24/48    |
| 34.01.06.2007 | Sentolo      | 6,05         | 7.053                          | 7.687                          | 4.183                          | 4.413                          | 8.596                          | 1.421,3                        | 12             | 29/60    |
| 34.01.06.2008 | Banguncipto  | 4,36         | 3.170                          | 3.395                          | 1.939                          | 2.024                          | 3.963                          | 909,5                          | 6              | 14/28    |
| 34.01.06      | Kec. Sentolo | 52,65        | 41.237                         | 44.525                         | 24.720                         | 25.241                         | 49.961                         | 948,9                          | 84             | 176/355  |

## Demographie
Grobeinteilung der Bevölkerung nach Altersgruppen (zum Zensus 2020)
| Altersgruppen | 00Männer | 00Frauen | zusammen |
| ------------- | -------- | -------- | -------- |
| 0 – 14        | 5.435    | 5.105    | 10.540   |
| 15 – 64       | 16.704   | 16.815   | 33.519   |
| 65+           | 2.581    | 3.321    | 5.902    |
| gesamt        | 24.720   | 25.241   | 49.961   |
| anteilig (%)  |          |          |          |
| 0 – 14        | 21,99    | 20,23    | 21,10    |
| 15 – 64       | 67,57    | 66,62    | 67,09    |
| 65+           | 10,44    | 13,16    | 11,81    |

### Bevölkerungsentwicklung
In den Ergebnissen der sieben Volkszählungen seit 1961 ist folgende Entwicklung ersichtlich:
| Einheit/Jahr     | 1961         | 1971         | 1980         | 1990         | 2000         | 2010         | 2020         |
| ---------------- | ------------ | ------------ | ------------ | ------------ | ------------ | ------------ | ------------ |
| Kec. Sentolo     | 33.540       | 35.103       | 37.312       | 39.090       | 41.237       | 44.525       | 49.961       |
| Anteil in %      | 1,50         | 1,41         | 1,36         | 1,34         | 1,32         | 1,29         | 1,36         |
| Kab. Kulon Progo | 337.127      | 370.629      | 380.685      | 372.309      | 370.944      | 388.869      | 436.395      |
| Sonderregion DIY | 00 2.231.062 | 00 2.487.177 | 00 2.750.025 | 00 2.912.611 | 00 3.120.478 | 00 3.457.491 | 00 3.66.8719 |